# Suite Holberg
La Suite Holberg op. 40 o, più propriamente,  "Dai tempi di Holberg",  (tedesco: Aus Holbergs Zeit, norvegese: Fra Holbergs tid), sottotitolata "Suite in stile antico" (norvegese Suite i gammel stil, tedesco: Suite im alten Style), è una suite in cinque movimenti basata su danze del XVIII secolo, composta da Edvard Grieg nel 1884, in occasione della celebrazione dei duecento anni dalla nascita dell'umanista e drammaturgo danese Ludvig Holberg. Grieg aveva una grande stima per Holberg che era nato nella sua stessa città e ne ammirava il teatro ricco si sottigliezze ironiche e popolaresche.
Si tratta di un esempio di musica del XIX secolo contenente un recupero della forma e dello stile musicale dei secoli precedenti, e, per questa sua peculiarità, la si può paragonare alla composizione À la Chapelle Sixtine, S.360 (1862) di Franz Liszt e contrasterà con le opere del successivo periodo neoclassico.
Benché la Suite Holberg non abbia raggiunto la notorietà del Peer Gynt, di cui solitamente vengono eseguite le due suite curate dall'autore, è recentemente stata oggetto di rivalutazione da parte dei critici, e da molti è considerata qualitativamente "pari" alle suite dal Peer Gynt.

## Struttura
1. Praeludium (Allegro vivace)
2. Sarabande (Andante espressivo)
3. Gavotte (Allegretto)
4. Air (Andante religioso)
5. Rigaudon (Allegro con brio)

Questa suite è stata originariamente scritta per pianoforte e successivamente trascritta per orchestra d'archi. La struttura consiste nell'introduzione a un corpus di danze, quasi un manifesto programmatico del Neoclassicismo. Dopo un vigoroso Preludio si profila una Sarabanda a tempo di Andante, a cui segue un'elegante Gavotta (che si sviluppa internamente in una Musetta). Dopo questa troviamo l'Aria, ancora ricca di retaggi delle arie bachiane, scritta nel significativo tempo di Andante religioso. La suite si conclude con la danza provenzale per antonomasia, il Rigaudon.